# Silvia Irina Zimmermann

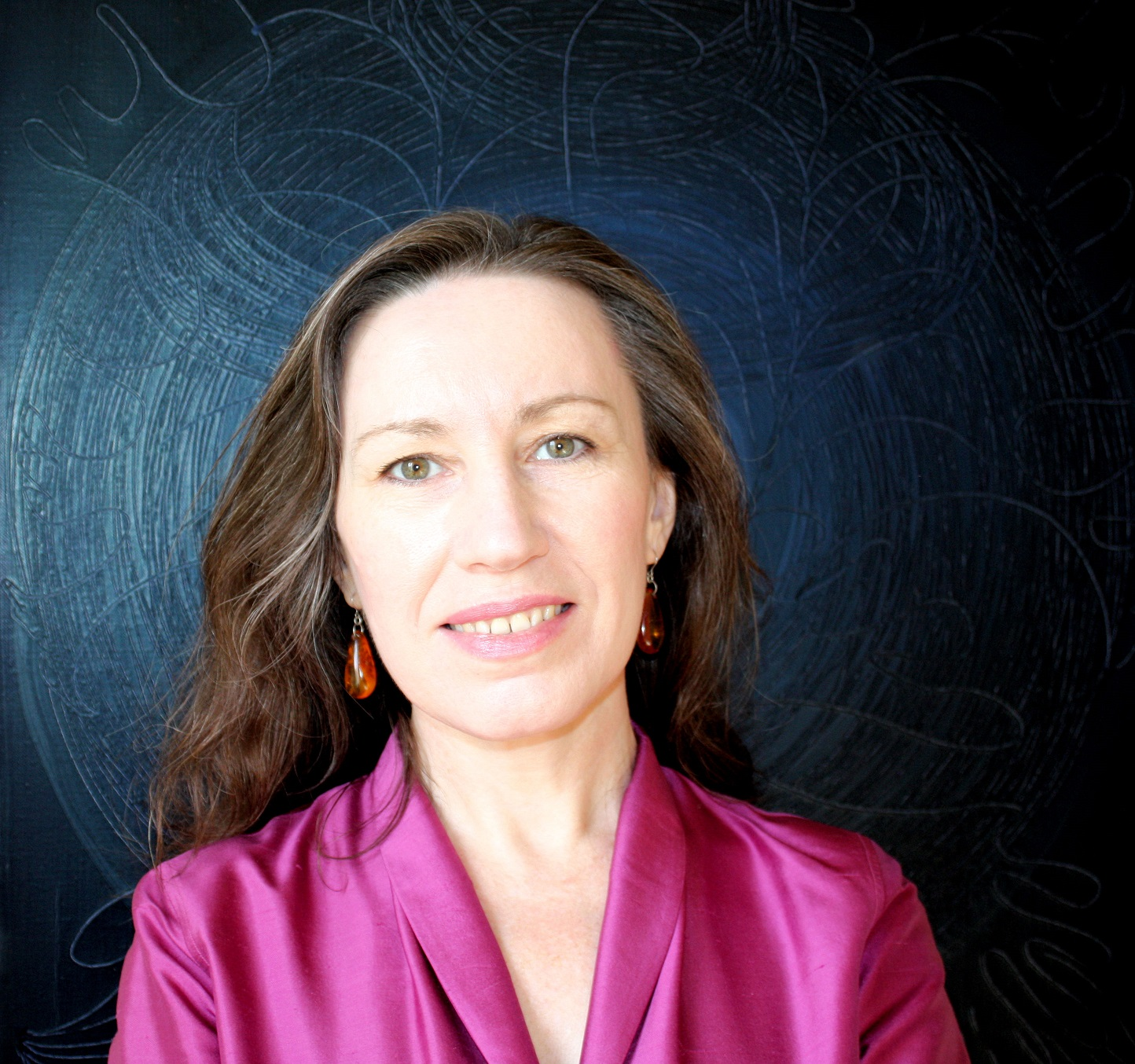
Silvia Irina Zimmermann, 2017

Silvia Irina Zimmermann (* 4. November 1970 in Sibiu, Rumänien) ist eine deutsche Literaturhistorikerin, Schriftstellerin und Übersetzerin rumänischer Herkunft. Sie ist Initiatorin und Mitbegründerin der Forschungsstelle Carmen Sylva des Fürstlich Wiedischen Archivs in Neuwied.

## Leben und Wirken
Zimmermann studierte nach dem Besuch des pädagogischen Lyzeums in Sibiu an der dortigen Lucian-Blaga-Universität von 1990 bis 1992 die Fächer Germanistik und Anglistik. 1992 wechselte sie an die Philipps-Universität Marburg, wo sie die Fächer Literaturwissenschaft, Anglistik, Kunstgeschichte und Soziologie. Das Studium schloss sie 1996 mit dem Magister artium ab und promovierte 2003 in Literaturwissenschaft.
Nach einer Fortbildung zur akademisch geprüften PR-Beraterin an der Donau-Universität Krems 2008, gründete Zimmermann 2012 zusammen mit dem Historiker und Archivleiter Hans-Jürgen Krüger und mit Carl Fürst zu Wied die Forschungsstelle Carmen Sylva des Fürstlich Wiedischen Archivs in Neuwied und übernahm zugleich die ehrenamtliche Leitung. Hier ist Zimmermann zusammen mit der Historikerin Edda-Binder-Iijima verantwortlich für die Herausgabe der Schriftenreihe der Forschungsstelle.

## Auszeichnungen
Im Jahr 2013 wurde Zimmermann mit der Medalia Regele Mihai I pentru Loialitate (Medaille der Loyalität König Michael I. von Rumänien) ausgezeichnet.

## Veröffentlichungen (Auswahl)
- Die dichtende Königin. Elisabeth, Prinzessin zu Wied, Königin von Rumänien, Carmen Sylva (1843–1916). Selbstmythisierung und prodynastische Öffentlichkeitsarbeit durch Literatur, Stuttgart, ibidem-Verlag, 2010, ISBN 978-3-8382-0185-6.
- Der Zauber des fernen Königreichs. Carmen Sylvas „Pelesch-Märchen“. Vorwort von Wilhelm Solms, Stuttgart, ibidem-Verlag, 2011, ISBN 978-3-8382-0195-5.
- Unterschiedliche Wege, dasselbe Ideal: Das Königsbild im Werk Carmen Sylvas und in Fotografien des Fürstlich Wiedischen Archivs. Vorwort von Hans-Jürgen Krüger, Stuttgart: ibidem-Verlag, 2014, (Schriftenreihe der Forschungsstelle Carmen Sylva/ Fürstlich Wiedisches Archiv, Band 1), ISBN 978-3-8382-0655-4.
- Regina poetă Carmen Sylva. Literatura în serviciul Coroanei [Die dichtende Königin. Literatur im Dienst des Königreichs]. Vorwort von SKH Prinz Radu von Rumänien, Übersetzung ins Rumänische von Monica Livia Grigore, Fotografien aus dem Fürstlich Wiedischen Archiv Neuwied, Bucureşti, Editura All, 2013, ISBN 978-606-587-066-6, ISBN 978-606-587-156-4, ISBN 978-606-587-155-7.
- Regele Carol I în opera Reginei Elisabeta [König Carol I. von Rumänien im Werk der Königin Elisabeth (Carmen Sylva)]. Vorwort von SKH Prinz Radu von Rumänien, Einleitung von Nicolae-Şerban Tanaşoca, Bucureşti, Editura Curtea Veche, 2014, ISBN 978-606-588-771-8.
- Die Feder in der Hand bin ich eine ganz andre Person. Carmen Sylva (1843–1916). Leben und Werk. Vorwort von Isabelle Fürstin zu Wied, Stuttgart: ibidem-Verlag, 2019, 434 Seiten, 370 Abbildungen (Schriftenreihe der Forschungsstelle Carmen Sylva/ Fürstlich Wiedisches Archiv, Band 8), ISBN 978-3-8382-0815-2.

## Herausgeberschaften (Auswahl)
- Carmen Sylva, Gedanken einer Königin – Les pensées d'une reine. Gesammelte Aphorismen in deutscher und französischer Sprache und Epigramme der Königin Elisabeth von Rumänien, geborene Prinzessin zu Wied (1843–1916). Herausgegeben und mit einem Vorwort von Silvia Irina Zimmermann, mit Abbildungen aus dem Fürstlich Wiedischen Archiv Neuwied, Stuttgart, ibidem-Verlag, 2012, ISBN 978-3-8382-0385-0.
- Carmen Sylva, Gedanken einer Königin. Ausgewählte Aphorismen der Königin Elisabeth von Rumänien, geborene Prinzessin zu Wied (1843–1916). Herausgegeben und mit einem Nachwort von Silvia Irina Zimmermann, mit Abbildungen aus dem Fürstlich Wiedischen Archiv Neuwied, Stuttgart, ibidem-Verlag, 2012, ISBN 978-3-8382-0375-1.
- Aus Carmen Sylvas Königreich. Gesammelte Märchen und Geschichten für Kinder und Jugendliche von Carmen Sylva (Königin Elisabeth von Rumänien, geborene Prinzessin zu Wied, 1843–1916). Herausgegeben und mit einem Vorwort von Silvia Irina Zimmermann, 2 Bände, Stuttgart: ibidem-Verlag, 2013, ISBN 978-3-8382-0495-6.
  - Band 1: Rumänische Märchen und Geschichten, ISBN 978-3-8382-0475-8.
  - Band 2: Märchen einer Königin, ISBN 978-3-8382-0485-7.
- Heimweh ist Jugendweh. Kindheits- und Jugenderinnerungen der Elisabeth zu Wied (Carmen Sylva), (Mitherausgeber: Bernd Willscheid), Vorwort von I.D. Isabelle Fürstin zu Wied, [Schriftenreihe der Forschungsstelle Carmen Sylva – Fürstlich Wiedisches Archiv, Band 4], Stuttgart: ibidem-Verlag, 2016, ISBN 978-3-8382-0814-5.
- Monsieur Hampelmann – Domnul Pulcinel. Ein Märchen aus der Exilzeit der Königin Elisabeth von Rumänien (Carmen Sylva) mit Illustrationen des Hofarchitekten André Lecomte du Nouy. Herausgegeben und eingeleitet von Silvia Irina Zimmermann. [Schriftenreihe der Forschungsstelle Carmen Sylva – Fürstlich Wiedisches Archiv, Band 5], Stuttgart: ibidem-Verlag, 2017, ISBN 978-3-8382-1114-5.

- In zärtlicher Liebe Deine Elisabeth – Stets Dein treuer Carl. Der Briefwechsel Elisabeths zu Wied (Carmen Sylva) mit ihrem Gemahl Carol I. von Rumänien aus dem Rumänischen Nationalarchiv in Bukarest. 1869–1913. Historisch-kritische Ausgabe. Herausgegeben, kommentiert und eingeleitet von Silvia Irina Zimmermann. [Schriftenreihe der Forschungsstelle Carmen Sylva – Fürstlich Wiedisches Archiv Bände 6 und 7], Stuttgart: ibidem-Verlag, 2018, ISBN 978-3-8382-1221-0.
  - Teilband 1: 1869–1890. Anfangsjahre in Rumänien. Unabhängigkeitskrieg. Königreich Rumänien [Schriftenreihe FSCSFWA Band 6], ISBN 978-3-8382-0906-7.
  - Teilband 2: 1891–1913. Exil der Königin. Rückkehr auf den rumänischen Thron [Schriftenreihe FSCSFWA Band 7], ISBN 978-3-8382-1220-3.
- The Child of the Sun: Royal Fairy Tales and Essays by the Queens of Romania, Elisabeth (Carmen Sylva, 1843-1916) and Marie (1875-1938). Selected and edited, with an introduction and bibliography by Silvia Irina Zimmermann. [Series of the Research Center Carmen Sylva - Princely Archive of Wied, vol. 9], 315 pages, 54 illustrations (7 colored), Stuttgart: ibidem-Verlag (Ibidem Press), 2020, ISBN 978-3-8382-1393-4.
- „Geliebter Vater und treuster Freund. Der Briefwechsel des Königspaares Carol I. und Elisabeth von Rumänien mit Fürst Karl Anton von Hohenzollern-Sigmaringen aus dem Rumänischen Nationalarchiv in Bukarest (1866-1885)“. Historisch-kritische Ausgabe. Herausgegeben, kommentiert und eingeleitet von Silvia Irina Zimmermann. Schriftenreihe der Forschungsstelle Carmen Sylva - Fürstlich Wiedisches Archiv,  2 Bände, 962 Seiten, Ibidem-Verlag, Stuttgart, 2022, ISBN 978-3-8382-1716-1.
  - Teilband 1: 1866–1876. Anfangsjahre des Fürsten Carol I. in Rumänien [Schriftenreihe FSCSFWA Band 10], ISBN 978-3-8382-1588-4.
  - Teilband 2: 1877–1885. Unabhängigkeit Rumäniens und Erhebung zum Königreich [Schriftenreihe FSCSFWA Band 11], ISBN 978-3-8382-1708-6.

## Übersetzungen (Auswahl)
- Oana Marinache: Die Stadtgärten Bukarests und die Gartengestalter aus dem deutschen Sprachraum, Bucureşti: Editura Istoria Artei, 2016, ISBN 978-606-8839-07-3.

- „Ich werde noch vieles anbahnen. Carmen Sylva“, die Schriftstellerin und Königin im Kontext ihrer Zeit, (Mitherausgeberin: Edda Binder-Iijima), Schriftenreihe der Forschungsstelle Carmen Sylva – Fürstlich Wiedisches Archiv, Band 2, Stuttgart: ibidem-Verlag, 2015, ISBN 978-3-8382-0564-9. Übersetzungen aus dem Rumänischen:
  - Simion Dănilă: Carmen Sylva, die erste Leserin Nietzsches in Rumänien.
  - Ştefania Dinu: Königin Elisabeth und Pierre Loti – eine Seelenfreundschaft.
  - Alexandru Istrate: Das Bild der Königin Elisabeth in den rumänischen Quellen.
  - Adriana Roşca: Die Wohltätigkeit der Königin Elisabeth.
- Das erste Königspaar von Rumänien Carol I und Elisabeta. Aspekte monarchischer Legitimation im Spiegel kulturpolitischer Symbolhandlungen, (Mitherausgeberin: Edda Binder-Iijima), Schriftenreihe der Forschungsstelle Carmen Sylva – Fürstlich Wiedisches Archiv, Band 3, Stuttgart: ibidem-Verlag, 2015, ISBN 978-3-8382-0755-1. Übersetzungen aus dem Rumänischen:
  - Ruxanda Beldimann: Symbolischer Wert und offizielle Funktion des Schlosses Pelesch. Das historische Vorgehen des Königs Carol I. und der Beitrag der Königin und Dichter Carmen Sylva.
  - Macrina Oproiu: Schloss Pelesch und die christliche Ikonographie im Dienst der monarchischen Legitimation.
  - Carmen Tănăsoiu: Das Herrschaftsbild in Rumänien in kirchlichen und weltlichen Darstellungen: die Herrscherzeit des Königs Carol I. von Rumänien in Kirchen, Klöstern und öffentlichen Denkmälern.
  - Adriana Cristina Mazilu: Die Privatfinanzen des Königspaares Carol I. und Elisabeth in Dokumenten.
  - Nicolae-Şerban Tanaşoca: Rumänien, die Aromunen und die Albanische Liga von Prizren im Lichte des Briefwechsels von Ioan D. Caragiani mit Ion Ghica und Apostol Margarit (gemeinsam mit Edda Binder-Iijima).
- Gabriel Badea-Păun: Carmen Sylva. Königin Elisabeth von Rumänien – eine rheinische Prinzessin auf Rumäniens Thron. Ins Deutsche übersetzt und mit einem Nachwort von Silvia Irina Zimmermann. Stuttgart: ibidem-Verlag, 2011, ISBN 978-3-8382-0245-7.